# John Fredrik Anderson
John Fredrik Anderson (John Francis Anderson, John Frans Andersson), född den 30 december 1848, död 1927 , var en svensk-amerikansk generalkonsul, ingenjör och brobyggare, även kallad Kuba-Andersson.

## Biografi
Anderson föddes i Jämshög i Blekinge som son till en torpare. Som barn vallade han djur och arbetade på fabrik innan han gick till sjöss i tre år. 1869 slog han sig ner i USA, där han fick anställning vid brobyggnadsarbeten i Nebraska. Han avancerade till förman och bedrev självstudier. Vid 35 års ålder hade han samlat en mindre förmögenhet och började då även att driva ingenjörsverksamhet. Tillsammans med en amerikansk ingenjör vid namn Barr firman bildade han firman Anderson & Barr. År 1898 återvände han till Sverige, där han var bosatt i Djursholm och i Båstad. 1915 lämnade han åter Sverige för att bli amerikansk vice generalkonsul i Köpenhamn. Han flyttade senare tillbaka till USA, där han bosatte sig i San Diego i Kalifornien.

## Byggnadsverk
Bland Anderson & Barrs arbeten märks broar över Ohiofloden i Cairo i delstaten Illinois, S:t Johnsfloden i Jacksonville i Florida, Mississippifloden i S:t Louis och Arkansasfloden i Little Rock och vid Fort Smith, samt skeppsvarv vid Siguabukten i Karibiska havet och i Santiago de Cuba. 
Anderson ledde själv byggandet av flera broar som då var bland världens största, såsom 1881-83 den 310 meter långa Atchafalayabron i över floden med samma namn i Louisiana och 1886-88 den märkliga Hawkesburybron nära Sydney i New South Wales i Australien, grundvalarna till den stora Washingtonbron över Harlemfloden i New York. Han ledde också omfattande kloakabeten i Brooklyn samt den första tunneln under Hudsonfloden där man för första gången använde det pilottunnelsystem underjordiska grundläggningsarbeten som han uppfann. Han var även en tid ordförande för Ponupo Mining Company på Kuba och för järnvägsbolaget med samma namn. 

## Andersons samlingar
Anderson samlade betydliga mängder etnografiska föremål och konstverk. En del av dessa donerade han till Naturhistoriska Riksmuseets etnografiska avdelning, Kulturen i Lund samt museerna i Malmö och Kristianstad.